# Televisão no Chile
A televisão no Chile é a comunicação e difusão de canais chilenos através da mídia televisiva de forma audiovisual. É um dos principais meios de comunicação.

## História
A primeira transmissão de televisão no Chile ocorreu em 5 de outubro de 1957, no campus principal da Universidade Católica de Valparaíso, dando origem à UCV, o primeiro canal de televisão do país. Dois anos depois, em 21 de agosto de 1959, a Universidade Católica do Chile realizou uma transmissão experimental entre seu campus principal e o jornal El Mercurio, ambos no centro de Santiago, inaugurando o segundo canal do país, o Canal 13, ocupando a frequência 2 por alguns. anos (agora 13).
A televisão a cores estreou em 6 de fevereiro de 1978.

## Classificação de programas
Em 1993, a Associação Nacional de Televisão (ANATEL) criou esse sistema como uma forma de autorregulação e rotulagem de programas de televisão, como segue:
- F: Família - mostra para todas as idades, independentemente do conteúdo específico.
- R: Responsabilidade compartilhada - Crianças acompanhadas por um adulto.
- A: Adultos - apenas para adultos (maiores de 18 anos). Mostra que os programas contêm linguagem explícita, cenas de sexo e situações explícitas (é usado depois das 22:00 horas).
- C: Cultura - programas culturais.

Em 1999, mais três qualificações foram adicionadas, especificamente para programação infantil em canais nacionais:
- I: Crianças - programas de TV para todas as idades.
- I7: Crianças (há mais de 7 anos) - Programas para pessoas com mais de sete anos e mais.
- I10: Crianças (por mais de 10 anos) - Programas para pessoas com mais de 10 anos e mais.
- I12: Crianças (por mais de 12 anos) - Programas para pessoas com mais de 12 anos e mais.

## Televisão paga
No terceiro trimestre de 2017, o Chile possui 3,25 milhões de assinantes de TV por assinatura. As principais operadoras são VTR (33% do mercado), Movistar (21%), DirecTV (19%) e Claro (13%). Outras operadoras de TV paga são Entel, Telefônica do Sul, Mundo Pacífico e GTD Manquehue.

## Sinais

### Televisão digital terrestre

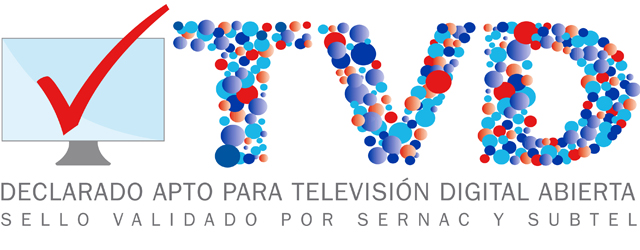
Logo da Televisão Digital, adotada pelo Governo do Chile

| Nome do canal          | Cidade                           | Canal físico UHF | Canal virtual |
| ---------------------- | -------------------------------- | ---------------- | ------------- |
| Canal 13 HD            | Arica                            | Canal 24         | 8.1           |
| Morrovision            | Arica                            | Canal 27         | 27.1          |
| RTV UTA                | Arica                            | Canal 36         | 36.1          |
| Canal 13 HD            | Iquique                          | Canal 24         | 8.1           |
| ITV HD                 | Iquique                          | Canal 25         | 25.1          |
| ITV HD 2               | Iquique                          | Canal 25         | 25.2          |
| Canal 13 HD            | Antofagasta                      | Canal 24         | 13.1          |
| Antofagasta TV         | Antofagasta                      | Canal 32         | 14.1          |
| TVR                    | Antofagasta                      | Canal 32         | 14.2          |
| RTV                    | Antofagasta                      | Canal 36         | 36.1          |
| Canal 13 HD            | Copiapó                          | Canal 24         | 11.1          |
| Holvoet TV HD          | Copiapó                          | Canal 25         | 25.1          |
| Madero HD              | Copiapó                          | Canal 36         | 36.1          |
| Atacama TV HD          | Copiapó                          | Canal 39         | 39.1          |
| Cadena 33 Network      | Copiapó                          | Canal 39         | 39.2          |
| Canal 13 HD            | La Serena - Coquimbo             | Canal 24         | 13.1          |
| Thema Televisión       | La Serena - Coquimbo             | Canal 25         | 25.1          |
| América TV             | La Serena - Coquimbo             | Canal 35         | 35.1          |
| Canal Carnaval HD      | La Serena - Coquimbo             | Canal 38         | 38.1          |
| Canal 13 HD            | Região Metropolitana de Santiago | Canal 24         | 13.1          |
| T13 Móvil              | Região Metropolitana de Santiago | Canal 24         | 13.2          |
| El Mostrador HD        | Região Metropolitana de Santiago | Canal 26         | 26.1          |
| Ratzmedia HD           | Região Metropolitana de Santiago | Canal 26         | 26.2          |
| Mega HD                | Região Metropolitana de Santiago | Canal 27         | 9.1           |
| La Red HD              | Região Metropolitana de Santiago | Canal 28         | 4.1           |
| UCV HD                 | Região Metropolitana de Santiago | Canal 29         | 5.1           |
| UCV SD (TaTeTi)        | Região Metropolitana de Santiago | Canal 29         | 5.2           |
| UCV3                   | Região Metropolitana de Santiago | Canal 29         | 5.3           |
| CHV HD                 | Região Metropolitana de Santiago | Canal 30         | 11.1          |
| CHV Música             | Região Metropolitana de Santiago | Canal 30         | 11.2          |
| TVN HD1                | Região Metropolitana de Santiago | Canal 33         | 7.1           |
| TVN SD                 | Região Metropolitana de Santiago | Canal 33         | 7.2           |
| UNIACC HD              | Região Metropolitana de Santiago | Canal 34         | 34.1          |
| Enlace                 | Região Metropolitana de Santiago | Canal 35         | 15.1          |
| Corporación TV         | Região Metropolitana de Santiago | Canal 35         | 15.2          |
| Nuevos Comienzos       | Região Metropolitana de Santiago | Canal 35         | 15.3          |
| Enlace Juvenil         | Região Metropolitana de Santiago | Canal 35         | 15.4          |
| TVR                    | Região Metropolitana de Santiago | Canal 36         | 14.1          |
| MINSAL TV              | Região Metropolitana de Santiago | Canal 36         | 14.2          |
| TV Melipilla           | Região Metropolitana de Santiago | Canal 37         | 37.1          |
| Bío-Bío TV             | Região Metropolitana de Santiago | Canal 39         | 39.1          |
| Nuevo Tiempo SD1       | Região Metropolitana de Santiago | Canal 40         | 25.1          |
| Nuevo Tiempo HD1       | Região Metropolitana de Santiago | Canal 40         | 25.2          |
| Nuevo Tiempo SD2       | Região Metropolitana de Santiago | Canal 40         | 25.3          |
| Buin al dia TV         | Região Metropolitana de Santiago | Canal 41         | 41.1          |
| Buin somos todos       | Região Metropolitana de Santiago | Canal 41         | 41.2          |
| Señal UC HD            | Região Metropolitana de Santiago | Canal 42         | 42.1          |
| CDTV                   | Região Metropolitana de Santiago | Canal 44         | 44.1          |
| TV Senado              | Região Metropolitana de Santiago | Canal 44         | 44.2          |
| Tu Canal               | Região Metropolitana de Santiago | Canal 45         | 45.1          |
| FAMTV                  | Região Metropolitana de Santiago | Canal 46         | 46.1          |
| TVe                    | Região Metropolitana de Santiago | Canal 46         | 46.2          |
| USTGO TV               | Região Metropolitana de Santiago | Canal 48         | 48.1          |
| ISB                    | Região Metropolitana de Santiago | Canal 51         | 51.1          |
| Colina TV HD           | Região Metropolitana de Santiago | Canal 51         | 6.1           |
| Canal 13 HD            | Gran Valparaíso                  | Canal 24         | 8.1           |
| Canal 13 SD            | Gran Valparaíso                  | Canal 24         | 8.2           |
| Quintavisión HD        | Gran Valparaíso                  | Canal 25         | 25.1          |
| ONG Medios             | Gran Valparaíso                  | Canal 25         | 25.2          |
| Bío-Bío TV             | Gran Valparaíso                  | Canal 26         | 26.1          |
| UCV HD                 | Gran Valparaíso                  | Canal 29         | 4.2           |
| UCV SD                 | Gran Valparaíso                  | Canal 29         | 4.3           |
| Canal Carnaval HD      | Gran Valparaíso                  | Canal 38         | 38.1          |
| Canal de los Recuerdos | Gran Valparaíso                  | Canal 38         | 38.2          |
| VTV HD                 | Gran Valparaíso                  | Canal 40         | 40.1          |
| VTV Música             | Gran Valparaíso                  | Canal 40         | 40.2          |
| VTV Los Andes          | Los Andes - San Felipe           | Canal 25         | 25.1          |
| TVN HD                 | Rancagua                         | Canal 39         | 12.1          |
| 46                     | Rancagua                         | Canal 46         | 46.1          |
| Vivo TV Noticias       | Curicó                           | Canal 25         | 25.1          |
| Vivo TV Entretención   | Curicó                           | Canal 25         | 25.2          |
| Vivo TV Familia        | Curicó                           | Canal 25         | 25.3          |
| Contivisión HD         | Talca - Constitución             | Canal 21         | 21.1          |
| Contivisión Música HD  | Talca - Constitución             | Canal 21         | 21.2          |
| Telecanal Talca        | Talca - Constitución             | Canal 23         | 23.1          |
| TNE HD                 | Talca - Constitución             | Canal 23         | 23.2          |
| Campus TV HD           | Talca - Constitución             | Canal 25         | 25.1          |
| TV Centro              | Talca - Constitución             | Canal 26         | 26.1          |
| Canal 13 HD            | Talca - Constitución             | Canal 29         | 8.1           |
| TV Maule HD            | Talca - Constitución             | Canal 36         | 36.1          |
| Televida HD            | Chillán                          | Canal 28         | 28.1          |
| Canal 13 HD            | Gran Concepción                  | Canal 24         | 5.1           |
| TVU HD                 | Gran Concepción                  | Canal 25         | 11.1          |
| TVU HD2                | Gran Concepción                  | Canal 25         | 11.2          |
| TVN HD                 | Gran Concepción                  | Canal 33         | 4.8           |
| Mega HD                | Gran Concepción                  | Canal 39         | 2.1           |
| UATV HD                | Temuco                           | Canal 25         | 25.1          |
| Mega HD                | Temuco                           | Canal 27         | 5.1           |
| TEC TV HD              | Temuco                           | Canal 29         | 14.1          |
| TEC TV 2 HD            | Temuco                           | Canal 29         | 14.2          |
| TVN HD                 | Temuco                           | Canal 34         | 7.1           |
| Canal 13 HD            | Temuco                           | Canal 36         | 4.1           |
| Ufrovisión             | Temuco                           | Canal 38         | 38.1          |
| Canal 33 HD            | Temuco                           | Canal 41         | 1.1           |
| VEO HD                 | Temuco                           | Canal 41         | 1.2           |
| I-Net TV Digital HD    | Osorno - Puerto Montt            | Canal 25         | 25.1          |
| Vértice TV             | Puerto Montt                     | Canal 29         |               |
| ITV Patagonia          | Punta Arenas                     | Canal 25         | 25.1          |
| UMAG TV HD             | Punta Arenas                     | Canal 25         | 25.2          |

## Canais

### Televisão analógica

#### Canais nacionais
| Logo | Canal       | Fundação                         | Proprietário / Status                                                                              | Slogan                      | Web site       | Cidade anfitriã            | Sinal           | Sinal               | Sinal               | Sinal               | Sinal               | Sinal               | Sinal               | Sinal               | Sinal               |
| Logo | Canal       | Fundação                         | Proprietário / Status                                                                              | Slogan                      | Web site       | Cidade anfitriã            | Aberto          | Cabo /satélite/IPTV | Cabo /satélite/IPTV | Cabo /satélite/IPTV | Cabo /satélite/IPTV | Cabo /satélite/IPTV | Cabo /satélite/IPTV | Cabo /satélite/IPTV | Cabo /satélite/IPTV |
| Logo | Canal       | Fundação                         | Proprietário / Status                                                                              | Slogan                      | Web site       | Cidade anfitriã            | Aberto          | VTR                 | Movistar            | Claro               | DirecTV             | Telsur              | TuVes               | GTD                 | Entel               |
| ---- | ----------- | -------------------------------- | -------------------------------------------------------------------------------------------------- | --------------------------- | -------------- | -------------------------- | --------------- | ------------------- | ------------------- | ------------------- | ------------------- | ------------------- | ------------------- | ------------------- | ------------------- |
|      | Telecanal   | (5 de dezembro de 2005 (19 anos) | Albavisión (Privado)                                                                               | + entretención              | telecanal.cl   | Santiago, RM               | 2 (VHF)         | 16                  | 116                 | 51                  |                     | 23                  |                     | 16                  |                     |
|      | La Red      | (12 de maio de 1991 (33 anos)    | Albavisión (Privado)                                                                               | Junto a ti                  | lared.cl       | Santiago, RM               | 4 (VHF)         | 17                  | 117                 | 52                  | 148                 | 24                  | 54                  | 17                  | 62                  |
|      | TV+         | (5 de outubro de 1957 (67 anos)  | Media 23 SpA (90%) - Pontificia Universidad Católica de Valparaíso (10%) (Privado - Universitario) | En familia y en todo Chile  | mediamas.tv    | Santiago, RM Valparaíso, V | 5 (VHF) 4 (VHF) | 18                  | 118                 | 50                  |                     | 22                  |                     | 18                  | 63                  |
|      | TVN         | (24 de outubro de 1969 (55 anos) | Estado de Chile (Público)                                                                          | El canal de todos           | tvn.cl         | Santiago, RM               | 7 (VHF)         | 19                  | 119                 | 53                  | 149                 | 25                  | 55                  | 19                  | 64                  |
|      | Mega        | (23 de outubro de 1990 (34 anos) | Bethia (72,5%) - Discovery Communications (27,5%) (Privado)                                        | Mi Mega                     | mega.cl        | Santiago, RM               | 9 (VHF)         | 20                  | 120                 | 54                  | 150                 | 26                  | 56                  | 20                  | 65                  |
|      | Chilevisión | (4 de novembro de 1960 (64 anos) | Paramount Networks Americas (Privado)                                                              | Vamos Contigo               | chilevision.cl | Santiago, RM               | 11 (VHF)        | 21                  | 121                 | 55                  | 151                 | 27                  | 57                  | 21                  | 66                  |
|      | Canal 13    | (21 de agosto de 1959 (65 anos)  | Inversiones TV Medios Ltda. (Privado)                                                              | Estamos aquí para compartir | 13.cl          | Santiago, RM               | 13 (VHF)        | 22                  | 122                 | 56                  | 152                 | 28                  | 59                  | 22                  | 67                  |

### Televisão paga

#### Notícias
- CNN Chile
- 24 Horas

#### Música
- Vía X
- Zona Latina
- Bang TV
- Bonita TV

#### Cultura
- 13C
- ARTV

#### Desenhos animados e anime
- ETC
- Funbox

#### Institucional
- TV Senado
- CDTV

#### Esportes
- TNT Sports
- CDF Básico
- CDF Premium
- CDO Básico
- CDO Premium
- Fox Sports Chile
- Teletrak TV

#### Religioso
- TNE

#### Memórias
- Rec TV

#### Séries
- Movistar Series